# Jacques Boulas
Jacques Boulas, né le 20 octobre 1948 à Étampes et mort le 29 septembre 1990 à Chartres, est un ancien coureur cycliste professionnel français.

## Biographie
Jacques Boulas accomplit sa carrière amateur sous les couleurs de l'A.C.B.B. où il côtoie son ami Régis Ovion.
Son fait d'arme dans le Tour de France 1975 est de terminer dernier de l'épreuve sans terminer dernier d'aucune étape.

## Palmarès
- 1972
  - Grand Prix de l'ACBB
  - 2e de Paris-Mantes
- 1973
  - 2e de Paris-Barentin

## Résultats sur le Tour de France
2 participations
- 1975 : 86e et lanterne rouge
- 1976 : hors délais (5e étape)